# عمال الطرق (فناني المناظر الطبيعية)
عمال الطرق يشار إليهم أيضًا باسم عمال الطرق في فلوريدا و هم مجموعة متكونة من ستة وعشرين فنانًا أمريكيًا من أصل أفريقي للمناظر الطبيعية في فلوريدا . تلقى اثنان من الفنانين الأصليين هارولد نيوتن وألفريد هير تدريبًا على يد ألفريد "بيني" باكوس . يُعتقد أنهم ربما قاموا بإنشاء مجموعة من الأعمال تضم أكثر من مئتا ألف لوحة. لقد تحدوا العديد من الحواجز العرقية والثقافية.   معظمهم من منطقة فورت بيرس رسموا المناظر الطبيعية وكسبوا عيشهم من بيعها من الباب إلى الباب للشركات والأفراد في جميع أنحاء فلوريدا من منتصف الخمسينيات وحتى الثمانينات. كما باعوا أعمالهم من صناديق سياراتهم على طول الطرق الساحلية الشرقية

## روابط خارجية
- لوحات عمال الطرق السريعة في فلوريدا، والتاريخ، والأخبار، ومقاطع الفيديو، والمزيد ، موقع ويب لموارد عمال الطرق السريعة في فلوريدا
- على طريق رجال الطرق السريعة ، مقالة نشرتها صحيفة Sun Sentinel في جنوب فلوريدا بقلم جيف كلينكنبرج
- معرض فلوريدا هاوس واشنطن العاصمة لعمال الطرق السريعة من floridaembassy.com معرض عمال الطرق السريعة في واشنطن العاصمة
- عمال الطرق، أساطير الطريق ، فيلم وثائقي PBS لعام 2008
- عمال الطرق في "اتصال الفنون" بواسطة WMFE-TV
- معرض متنقل في مركز تاريخ مقاطعة أورانج، فلوريدا
- أصوات عمال الطرق ، مقال في ساراسوتا أوبزرفر بقلم نيك فريدمان مع عدة صور للوحات
- الفنانون الانطباعيون الأمريكيون من أصل أفريقي مجموعة فلوريدا لعمال الطرق السريعة للمعارض
- قصة فنية مذهلة: مقال في صحيفة فلوريدا Highwaymen (والمرأة) عن ماري آن كارول لظهورها في أوتاوا